# Sankofa
Sankofa – słowo (a także symbol), które w języku Akan (grupa lingwistyczna z Zachodniej Afryki) oznacza: "Musimy powrócić i odzyskać swoją przeszłość, abyśmy mogli zrozumieć, po co i w jaki sposób staliśmy się tym, kim jesteśmy dziś."
Dosłowne tłumaczenie: "powrót i przyniesienie tego, co zapomniane, nie należy do taboo." Sankofa mówi o tym, że można poznać siebie poprzez swoją przeszłość, przez powrót do korzeni. Aby rozwinąć swoje zdolności do maksimum, aby nasza przyszłość była pomyślna, należy zebrać to, co najlepsze ze swojej przeszłości. Symbolicznie Sankofa jawi się jako ptak, którego głowa zwrócona jest do tyłu i pochylona nad jajkiem, które oznacza przyszłość. 
Sankofa wywodzi się z Adinkry, czyli grupy symboli występujących w Zachodniej Afryce. Symbole te są formą aforyzmu. Najczęściej spotykane są w Ghanie na ścianach domostw, płótnach oraz wyrobach ceramicznych ludu Akan.